# Albert Christiaan Willem Beerman

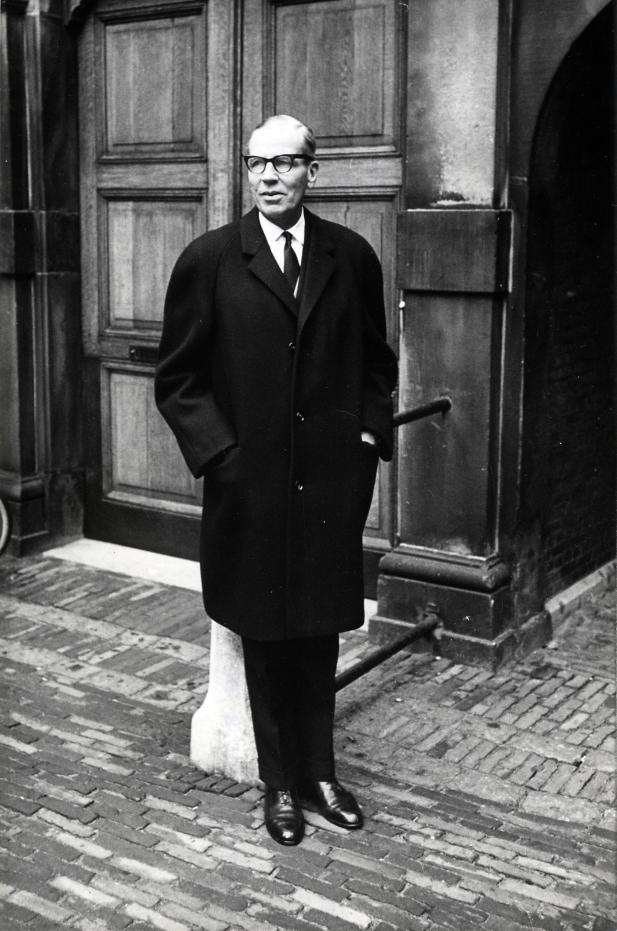
Albert Christiaan Willem Beerman (1961)

Albert Christiaan Willem Beerman (* 29. Januar 1901 in Amsterdam; † 26. November 1967 in Rotterdam) war ein niederländischer Rechtsanwalt und Politiker der Christelijk-Historische Unie (CHU), der zwischen 1959 und 1963 im Kabinett von Ministerpräsident Jan de Quay Justizminister war und als solcher zahlreiche Gesetze einbrachte wie zum Beispiel zum Fußballtoto, eine Reform des Jugendstrafrechts sowie eine Regelung zur Rechtsmitteln gegen die Krone. Andererseits wurde er am Ende seiner Amtszeit kritisiert, dass zahlreiche Gesetzesvorhaben nicht umgesetzt waren.

## Leben
Beerman besuchte von 1913 bis 1919 das Gymnasium in Amsterdam und begann anschließend am 24. September 1919 ein Studium im Fach Recht der Niederlande an der Reichsuniversität Leiden, das er am 19. Mai 1925 abschloss. Nach Abschluss des Studiums nahm er 1925 eine Tätigkeit als Rechtsanwalt in der Anwaltskanzlei Nolst Trenité, Beerman, Bergsma en Baanders auf und arbeitete für diese bis November 1959.
Neben seiner beruflichen Tätigkeit begann er seine politische Laufbahn in der Kommunalpolitik und war für die Christelijk-Historische Unie (CHU) zwischen dem 2. September 1946 und dem 19. Mai 1959 Mitglied des Gemeinderates von Rotterdam.
Am 19. Mai 1959 wurde Beerman von Ministerpräsident Jan de Quay als Justizminister (Minister van Justitie) in dessen Kabinett berufen, dem er bis zum 24. Juli 1963 angehörte. Während seiner Amtszeit brachte er zahlreiche Gesetze ein wie zum Beispiel zum Fußballtoto, eine Reform des Jugendstrafrechts sowie eine Regelung zur Rechtsmitteln gegen die Krone. Andererseits wurde er am Ende seiner Amtszeit kritisiert, dass zahlreiche Gesetzesvorhaben nicht umgesetzt waren.
Kurz vor seinem Ausscheiden aus der Regierung wurde Beerman, der auch Offizier des Ordens von Oranien-Nassau war, für seine langjährigen Verdienste am 17. Juli 1963 das Ritterkreuz des Ordens vom Niederländischen Löwen verliehen. Zuletzt war er bis zu seinem Tod am 26. November 1967 Vorsitzender der CHU-Studienkommission für Gebietsreformen.
Aus seiner im Mai 1942 in Den Haag geschlossenen Ehe mit Cornelia Liza de Roos gingen zwei Töchter und zwei Söhne hervor.